# مفلح العازمي
مفلح فرحان النامي العازمي ، نائب سابق في مجلس الأمة الكويتي ، ترشح في انتخابات مجلس الأمة الكويتي 1967 في الدائرة العاشرة - الأحمدي - ، وحصل على المركز الرابع برصيد (725) صوت وفاز بالانتخابات.